# Melanozetes alpinus
Melanozetes alpinus är en kvalsterart som först beskrevs av Schweizer 1956.  Melanozetes alpinus ingår i släktet Melanozetes och familjen Ceratozetidae. Inga underarter finns listade i Catalogue of Life.